# L'Homme qui rit (bande dessinée)
Pour les articles homonymes, voir L'Homme qui rit (homonymie).
L'Homme qui rit est une série de bandes dessinées adaptées du roman éponyme de Victor Hugo. Elle devait porter le titre Lord Clancharlie.
- Scénario : Jean-David Morvan ;
- Dessins et couleurs : Nicolas Delestret ;
- Tome 1 : La Mer et la nuit (2007) ;
- Tome 2 : Chaos vaincu (2008).

## Publication

### Éditeurs
- Delcourt (Collection Terres de Légendes) : Tome 1 (première édition des tomes 1).
- Delcourt (Collection Conquistador) (2007)  (ISBN 978-2-7560-0799-1)